# Kunstnersamfundet
Kunstnersamfundet har ca. 1.500 medlemmer, der består af udøvende arkitekter og billedkunstnere. Medlemskab af Kunstnersamfundet giver adgang til deltagelse i Det Kongelige Akademi for de Skønne Kunsters arbejde til fremme af kunsten.
Kunstnersamfundet er Akademiets valgforsamling, der blandt sine medlemmer vælger Akademiets 60 medlemmer.
Optagelse i Kunstnersamfundet sker ved ansøgning eller efter indstilling fra jurymedlemmer. Juryen optager medlemmer i Kunstnersamfundet på baggrund af en vurdering af den kunstneriske kvalitet i den samlede produktion.